# Roberto Aballay
Roberto Aballay (* 22. listopadu 1922 Buenos Aires – ?okolo roku 1982 Kolumbie) byl argentinský fotbalista. Hrál jako útočník.

## Kariéra
Začal hrát v CA River Plate, jeden rok působil v AA Argentinos Juniors (1942) a pak v Banfieldu (1943). V letech 1946 až 1948 nosil barvy CA San Lorenzo de Almagro. Odešel do Mexika, kde hrál za Asturias FC, s kterým vyhrál mexický šampionát v letech 1943–1944. V sezóně 1944–45 byl nejlepším střelcem šampionátu s průměrem 1,67 gólu na zápas. V roce 1945 byl zvolen hráčem roku v oblasti CONCACAF. Kariéru ukončil v Evropě: hrál v FC Janov a AS Nancy (1950 až 1952) a FC Méty (1952 až 1955) a MC Alger (1955 až 1956).